# Großer Park von Tirana

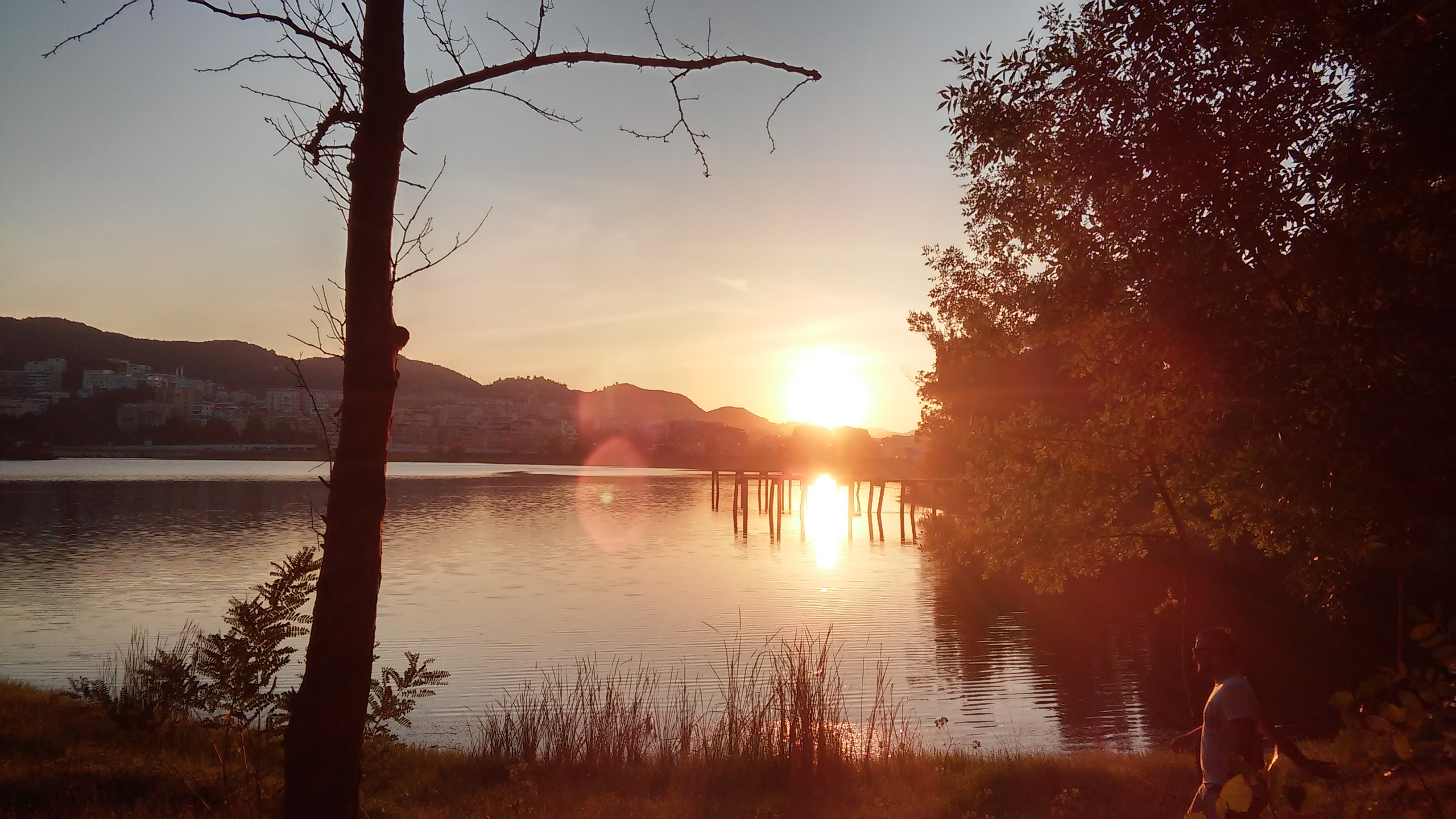
Sonnenuntergang über dem See

Der Große Park (albanisch Parku i madh i Tiranës) ist ein Stadtpark in der albanischen Hauptstadt Tirana. Zum Park gehört auch der „Künstliche See“, weshalb er insbesondere in den letzten Jahren auch See-Park (Parku i Liqenit) genannt wird. Sowohl bei Einheimischen als auch bei Besuchern der Stadt ist der Park ein beliebter Erholungsort.
Der Park hat eine Fläche von 234 oder 232 Hektar. Zwei Ministerpräsidenten haben Erlasse zum Schutz des Parks unterzeichnet.

## Lage und Gelände

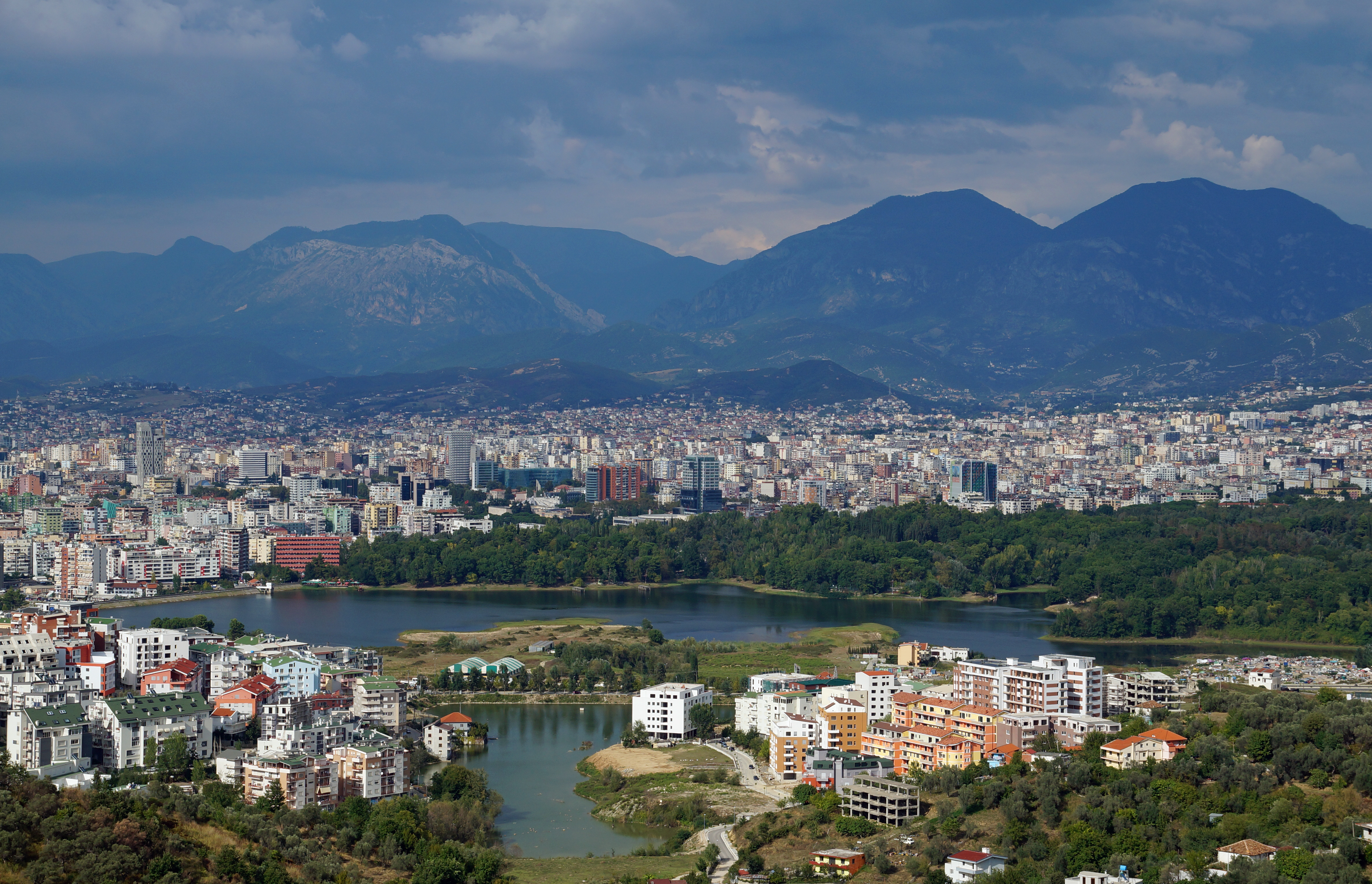
Tirana von Süden mit dem See und dem Park im Vordergrund

Der Park schließt sich im Süden ans Stadtzentrum an und bildete lange auch das südliche Ende der Stadt. Er umfasst ein Hügelgelände im Südosten der Ebene von Tirana, das oberhalb des Hauptgebäudes der Universität Tirana eine Höhe von 147 m ü. A. und im Südosten des Geländes eine Höhe von über 180 m ü. A. erreicht.
Westlich des Hügels liegt der See, hinter dem sich im Südwesten ein über 300 m ü. A. hoher Hügelzug erhebt. An der Nordostflanke dieses Hügelzugs liegen der Zoo und der Botanische Garten der Stadt, die ebenfalls zum Großen Park gehören. Davor verläuft die Ringstraße Unaza e Madhe, die als Verlängerung der Autobahn A3 im Südwesten den Park begrenzt. Im Süden grenzt der Park an den Vorort Sauk. Im Südosten liegt das nicht öffentliche Gelände des Pallati i Brigadave. Die Rruga e Elbasanit verläuft entlang der Ostgrenze des Parks. Jenseits dieser Straße liegt der „Heldenfriedhof“ (Varrezat e Dëshmorëve të Kombit) mit der Monumentalstatue Mutter Albanien.
Nördlich des Sees befindet sich gleich unterhalb des Damms ein Freibad, dahinter noch mehrere Sportplätze.
Die Hügel sind bewaldet. Auf dem flachen Rücken des Hügels am See zieht sich eine Allee von Zypressen entlang.

### See

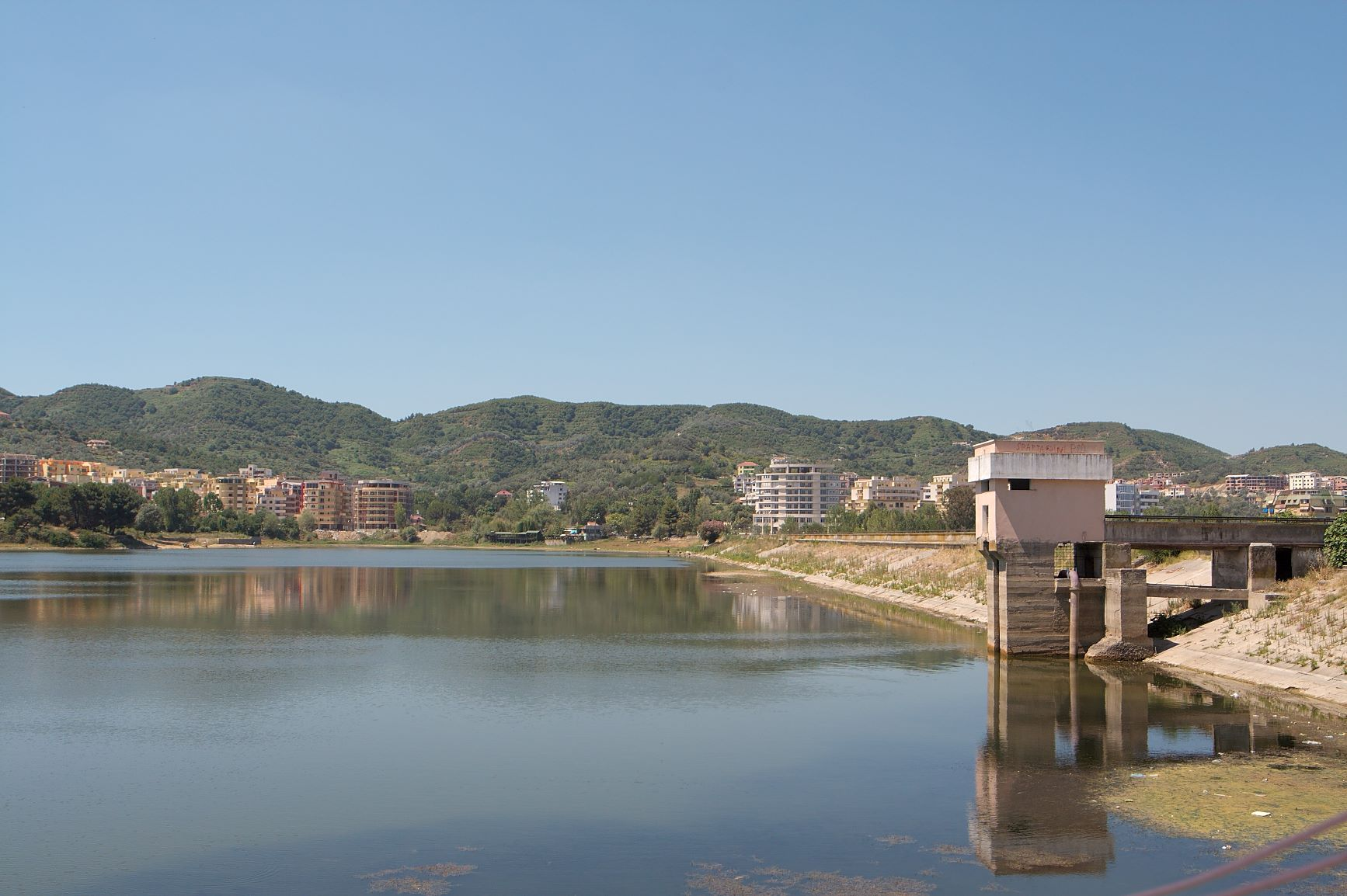
Damm des Sees

Der Künstliche See von Tirana albanisch Liqeni Artificial i Tiranës hat eine Fläche von 55 Hektar. Er wurde in den Jahren 1958–1960 errichtet. Der Damm wurde von „Freiwilligen“ aufgeschüttet.
Der über die Jahre wiederholt erhöhte und heute 17 Meter hohe Staudamm ist etwa 500 Meter lang. Der See ist rund einen Kilometer lang und etwa 600 Meter breit. Sein Volumen ist 1,7 Millionen Kubikmeter, das Einzugsgebiet umfasst 548 Hektar. Zudem wurde früher Wasser vom Farka-See über einen 5,5 Kilometer langen Kanals zugeführt.
In der Vergangenheit gab es wiederholt Probleme mit der Stabilität des Dammes.
Bei der Wasserqualität gibt es ebenfalls Probleme. Gerade im Sommer ist die Zirkulation im See schlecht. Hinzu kommt eine Verschmutzung des Wassers auch durch physisch große Abfälle.

## Einrichtungen

### Anlagen und Bauwerke

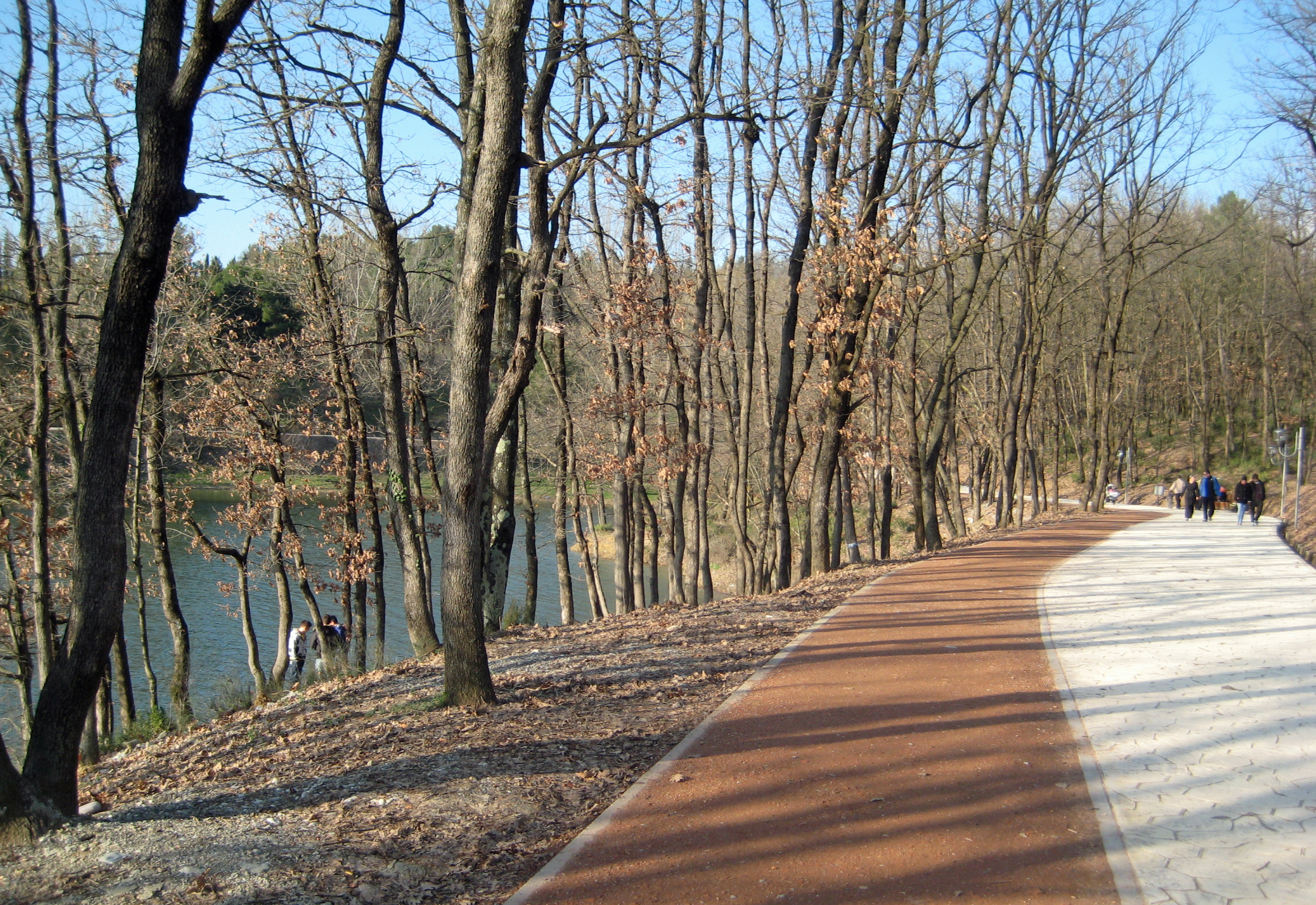
Weg entlang des Sees

Im frühen 21. Jahrhundert sind insbesondere am See und im Nordosten des Parks zahlreiche Restaurants erbaut worden. Für die Besucher des Parks gibt es neben Wegen auch ein paar Sporteinrichtungen wie Fitnessgeräte für Krafttraining, einen Jogging-Pfad sowie einen nicht öffentlichen Tennisplatz. Das Open-Air-Theater am Hang zum See wurde in den letzten Jahren kaum genutzt.

#### Kirche
Etwas oberhalb von diesem steht im nördlichen Bereich auf dem Rücken des Hügels die Kirche des Heiligen Prokopios (albanisch Kisha e Shën Prokopit). Die ehemalige Kirche wurde 1967 durch ein Ausflugsrestaurant ersetzt, als in Albanien die Religionen verboten wurde. Nach dem Zusammenbruch des kommunistischen Systems ging das Grundstück zurück an die orthodoxe Kirche, welche die Gaststätte seither wieder als Gotteshaus nutzt. Die 1967 zerstörte Kirche wurde 1945 eingeweiht als Ersatz für die alte Prokopioskirche aus den 1780er Jahren – die erste orthodoxe Kirche Tiranas, die auf dem Gebiet der Universität der Künste stand und abgerissen wurde, als der Bulevardi Dëshmorët e Kombit angelegt wurde.

#### Pallati i Brigadave
Im Osten des Parks liegt der Pallati i Brigadave, eine als Königspalast geplante Residenz, mit deren Errichtung im Jahr 1937 begonnen wurde. Heute wird der Bau von der Regierung für Staatsbesuche, Empfänge und andere feierliche Anlässe genutzt. Im weitläufigen Garten des Palasts steht das wiedererrichtete Mausoleum der albanischen Königsfamilie.

#### Weitere Gebäude
Wie das Hauptgebäude der Universität Tirana, die am nördlichen Rand des Parks das Südende des Mutter-Teresa-Platzes abschließt, stammt noch ein weiterer großer Bau im Park aus italienischer Zeit: der aufwändige Bau der Fakultät für Geologie und Bergbau, in den Jahren 1940/41 vom Architekten Cesare Valle als Mädcheninternat errichtet. Dieses Gebäude befindet sich am Nordostende des Parks, ebenfalls leicht erhöht. Heute von Bäumen dicht umwachsen, stand es früher frei mit Aussicht über Tirana. Der langgestreckte Rundbau bildet einen Viertelkreis; andere geplante Flügel wurden nie errichtet, dafür bergseitig ein großes Nebengebäude.
Neben den Restaurants und Cafés wurden in den letzten Jahren noch diverse andere Gebäude innerhalb des Parks errichtet. Dazu zählen das Hotel Sheraton neben der Universität, einige Wohn- und Hochhäuser sowie eine Privatschule.

#### Zoo von Tirana

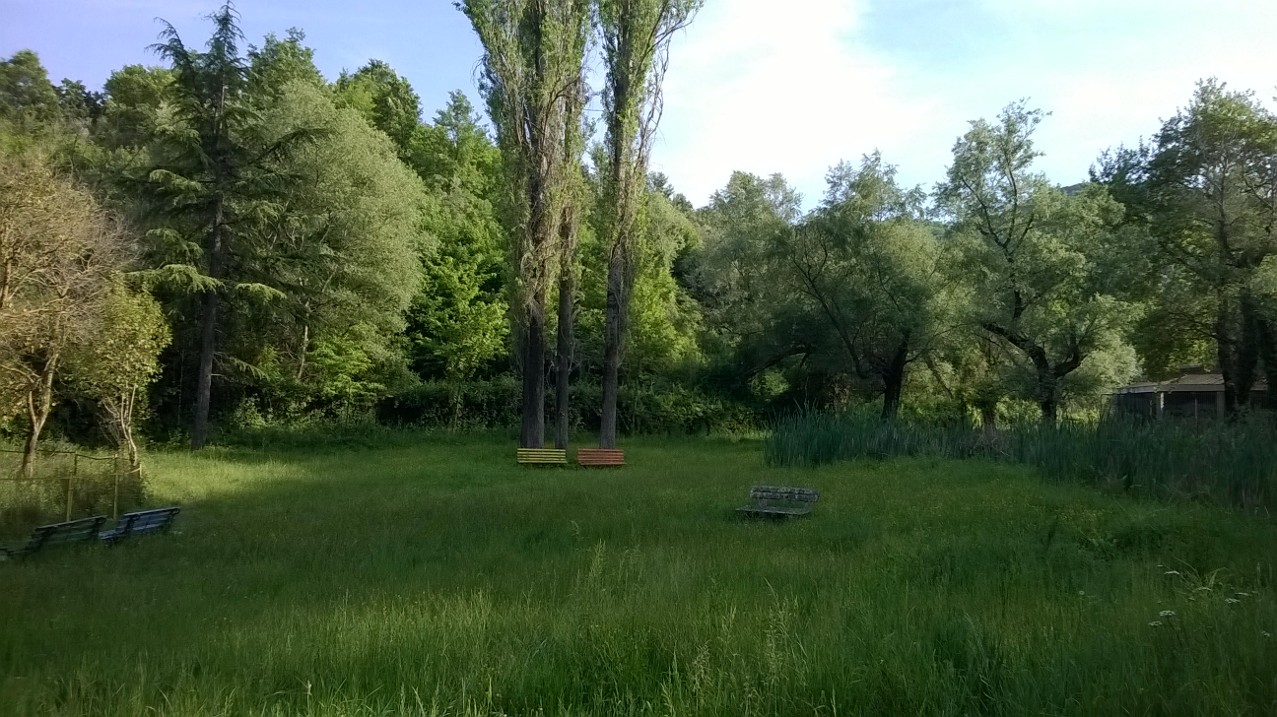
Verwildertes Gelände im Zoo

Der Zoo von Tirana (albanisch Kopshti Zoologjik i Tiranës) wird wegen der nicht artgerechten Tierhaltung immer wieder kritisiert. Die amerikanische Naturschutzorganisation Mother Nature Network bezeichnete ihn als „Gefängnis für Tiere“ und führte ihn in einer 2011 publizierten Liste der sechs traurigsten Zoos der Welt. Der 1971 eröffnete Tierpark hat eine ursprüngliche Fläche von 5,97 Hektar, wovon rund 20 % Gewässer sind. Die letzte Löwin ist Ende 2014 gestorben; damals lebten im Zoo noch ein paar Lamas, Bären, Wölfe, Katzen, eine Stute, ein Büffel, eine Ziege, ein Schaf, Kaninchen, Enten, ein paar Hühner, ein Schwan, ein Adler, ein Falke und einige Strauße.

#### Botanischer Garten von Tirana

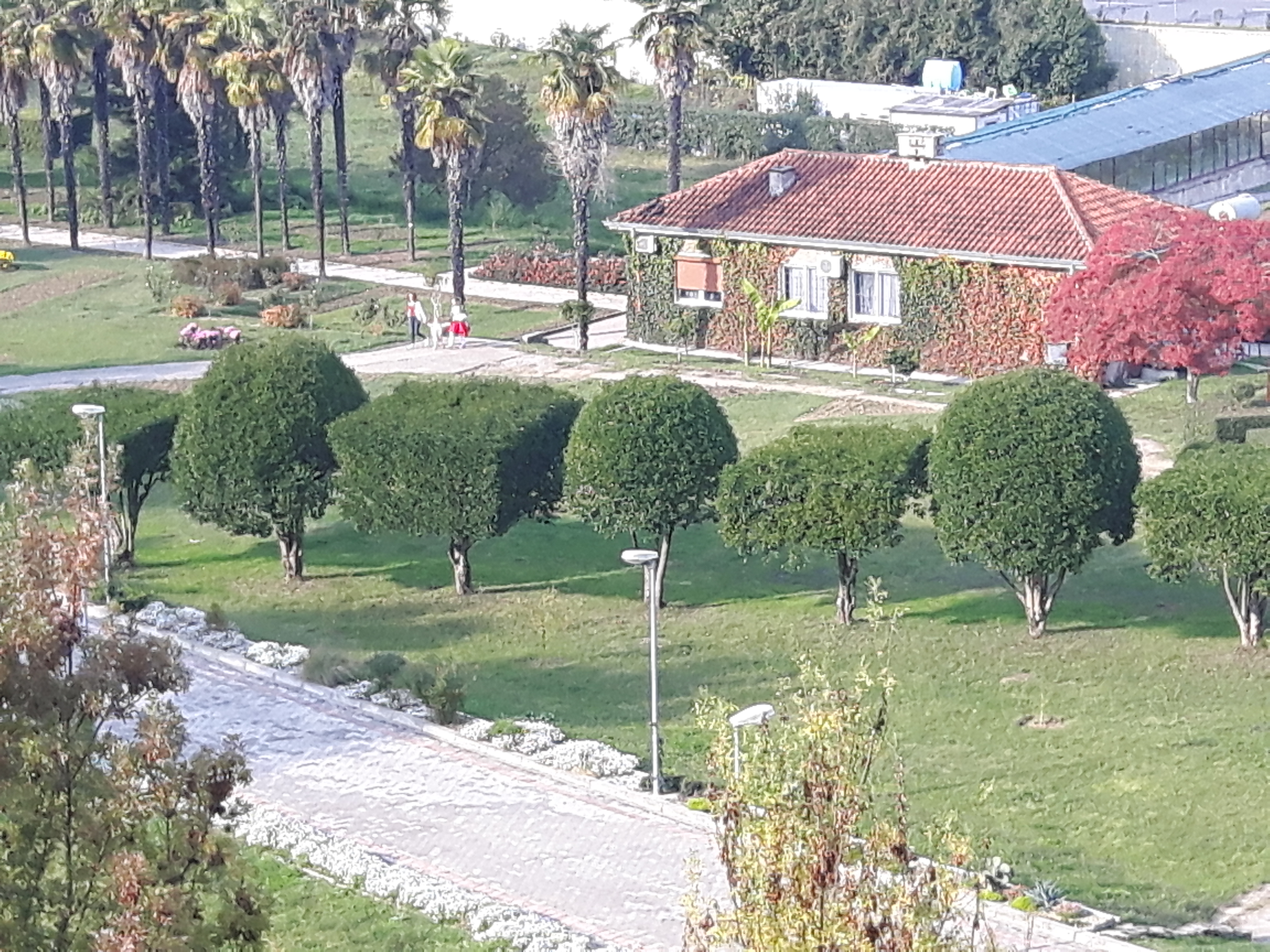
Anlagen des Botanischen Gartens

Der Botanische Garten Tirana (albanisch Kopshti Botanik) wurde ab 1964 auf einer Fläche von 14,5 Hektar angelegt und 1971 für die Öffentlichkeit zugänglich gemacht. Im Park wachsen rund 1400 verschiedene Pflanzenarten und Varietäten, die fast ein Drittel der 3250 Pflanzenarten in Albanien repräsentieren; zeitweilen sind es sogar 2000 Arten gewesen. Es handelt sich um den einzigen Botanischen Garten des Landes. Er wird von der Universität Tirana unterhalten. Teile des Geländes wurden bereits durch neue Wohnhäuser überbaut und am nördlichen Rand des Botanischen Gartens wurde im ehemaligen Eingangsbereich die neue Umfahrungsstraße Unaza e madhe erbaut.

### Monumente, Gräber & Friedhöfe

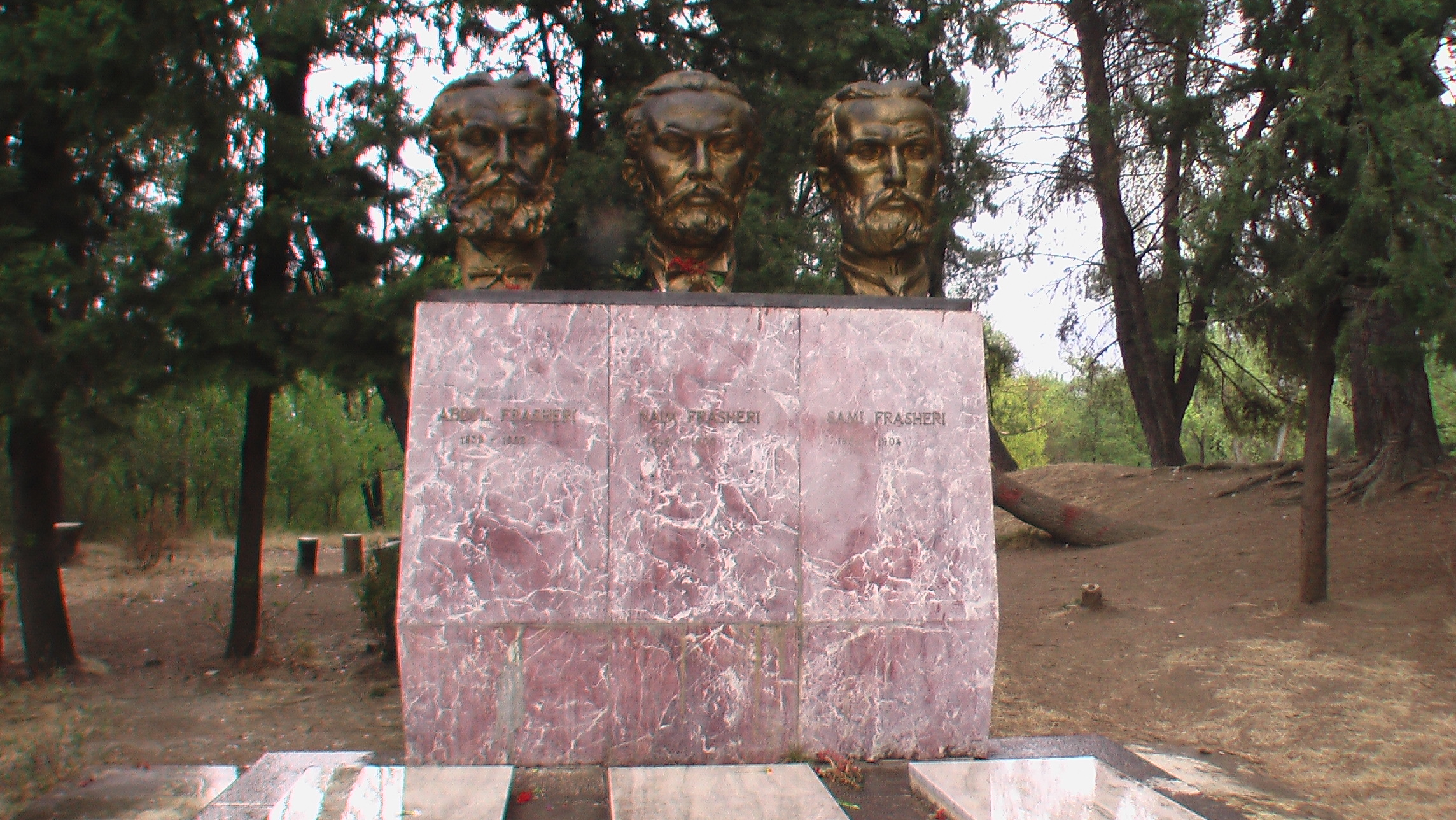
Grabmal der Frashëri-Brüder

Etwas oberhalb der Kirche des Heiligen Prokopios, keine zweihundert Meter entfernt, liegen mehrere Gräber. Ein Grabmal erinnert an Faik Konica, einem Publizisten, der sich in der Rilindja-Bewegung für Albaniens Unabhängigkeit starkgemacht hat. In seinem amerikanischen Exil war er später als Diplomat tätig. 1942 verstarb er in Washington, D.C. Seine Überreste wurden nach dem Ende des Kommunismus im Jahr 1998 von einem Friedhof in Boston nach Tirana überführt.
Gleich nebenan befinden sich die Gräber der Gebrüder Abdyl und Naim Frashëri, denen auch eine Büste von Sami Frashëri beigefügt wurde. Die Überreste der beiden Nationaldichter und Freiheitskämpfer wurden 1937 von Istanbul nach Albanien gebracht.
Westlich anschließend an die Anlage mit den vier Patrioten liegt der Deutsche Soldatenfriedhof mit Gräbern und Gedenksteinen für Wehrmachtssoldaten. Einige Meter südlich der Frashëri-Gräber wird seit 1995 auf dem Britischen Soldatenfriedhof an 46 britische Soldaten erinnert, die für den albanischen Widerstand kämpfend in Albanien gefallen sind. Ihre Gräber liegen an anderen Orten, mehrheitlich in einem Massengrab in der Nähe der Universität.
Bei den heutigen Grabanlagen steht noch ein einfacher Lapidar, der daran erinnert, dass sich hier von 1945 bis 1972 der Heldenfriedhof befunden hatte, bevor man ihn an den südöstlichen Stadtrand, angrenzend an den Park, verlegt hat. Etwas mehr als hundert Meter weiter südöstlich, jenseits einer kleinen Spielwiese, befindet sich ein etwas größerer Lapidar. Er erinnert an die Gründung der Debatik-Gruppe, einer Vereinigung junger Antifaschisten, im Februar 1942. Etwas westlich der Kirche steht eine Skulptur; sie zeigt eine junge Frau, die einem Partisanen zu trinken gibt. Reste eines Lapidars ohne erkennbare Inschrift finden sich am östlichen Ende des Dammes.
Im Jahr 2020 wurde im Park ein Denkmal enthüllt, das an die Verfolgung der Juden und ihre Rettung durch Albaner während des Zweiten Weltkriegs erinnert.

## Geschichte
Bereits die Stadtplanung für Tirana, die von Gherardo Bosio ab 1939 ausgearbeitet wurde, sah – nebst dem Pracht-Boulevard und dem Gebäudeensemble rund um den Mutter-Teresa-Platz (damals Piazza del Littorio) – für den Hügel jenseits des Hauptgebäudes der Universität (damals Casa di Fascio) einen Park vor. Dieser war aber im Verhältnis zur heutigen Anlage eher klein und beschränkte sich auf Gebiete zwischen Mutter-Teresa-Platz und dem heutigen See. Das ganze Gebiet südlich der Lana inklusive des Geländes des Parks war damals noch kaum bebaut und außerhalb der Stadt.
Bereits nach dem Zweiten Weltkrieg wurde der recht kahle Hügel allmählich begrünt: Im Jahr 1946 wurde begonnen, Pappeln und Akazien zu pflanzen. Die Stadtplaner haben eine räumliche Trennung von Wohn-, Arbeits- und Industriegebieten vorgesehen mit dem Süden der Stadt als Erholungsraum. Mitte der 1950er Jahre begann die Planung für einen großen Park mit See, der als erstes in Angriff genommen wurde. Um das Jahr 1960 erarbeiteten die bulgarischen Architekten Nedeljko Radoslawow, Scheko Schekow und der Albaner Maks Velo Pläne für den Park und den See. Nachdem Albanien 1961 mit den übrigen Ostblockländern gebrochen hatte, wurden die Arbeiten unter albanischer Leitung zu Ende geführt. Es wurden 120 Arten von Bäumen, Büschen und Blumen gepflanzt.
Lange ein beliebter Rückzugsort von Liebespärchen, erhielt der Park auch die Bezeichnung Parku i Puthjeve („Park der Küsse“).

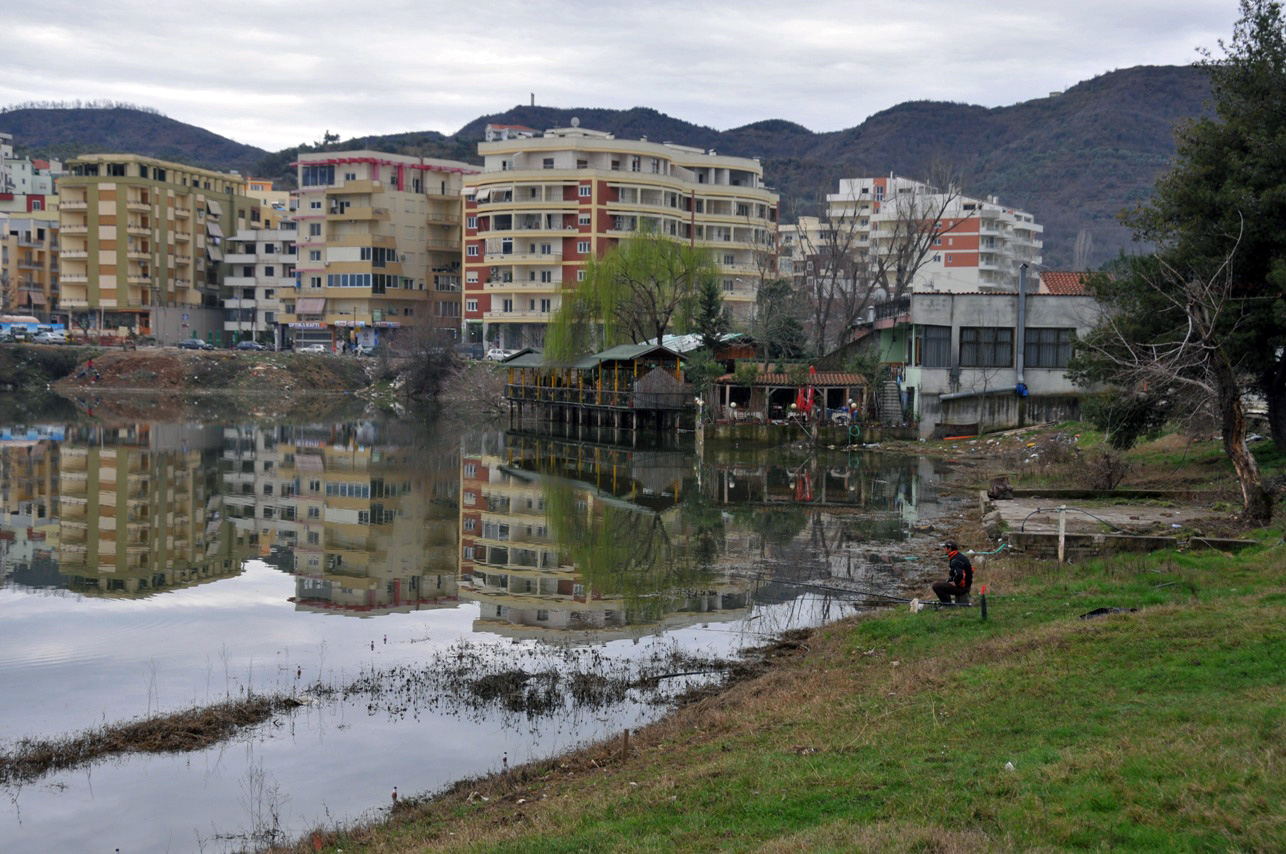
Neue Häuser am Westrand des Sees

Ab 1992 setzten unkontrollierte Aktivitäten rund um den Park ein. Es wird über eine Betonisierung der Gegend geklagt. Besonders seit dem Jahr 2000 wurden südlich vom See zahlreiche Appartementhäuser gebaut. Ein Teil des Botanischen Gartens wurde mit Gebäuden und der neuen Umfahrungsstraße überbaut. Im Jahr 2015 haben Aktivisten wiederholt gegen die Bautätigkeiten rund um den See und den Park protestiert.
Im Jahr 2009 wurden Arbeiten ausgeführt, um Teile des Parks und den Zoo aufzuwerten. Pläne der Regierung aus dem Jahr 2015, den Eingang zum Park repräsentativer zu gestalten, stießen auf heftige Kritik. Im Herbst 2015 wurden von der Stadtverwaltung und Regierung revidierte Projekte zur Aufwertung des Parks angekündigt.[veraltet] Diese umfassen zum Beispiel die Erweiterung des Parkgeländes um 5,5 Hektar anstelle neuer Prunkbauten: Das im Nordwesten angrenzende Gelände der Republikanischen Garde soll von Gebäuden befreit und für die Öffentlichkeit zugänglich gemacht werden. Auch die Umplatzierung von Roma-Familien, die sich südlich des Sees angesiedelt hatten, in Notunterkünfte ist vorgesehen.
Bauarbeiten für einen Spielplatz im Februar 2016 lösten heftige Proteste aus, bei denen es zu gewaltsamen Zusammenstößen mit der Polizei kam. Umweltaktivisten und Bürger kritisierten das Fällen von Bäumen, sprachen von einer „Betonisierung“ des Parks und erwarteten den Bau neuer Gaststätten, was vom Bürgermeisteramt umgehend dementiert wurde. Der große Spielplatz fügt sich heute gut in den Park ein.